# ブラウンロー・セシル (第8代エクセター伯爵)
第8代エクセター伯爵ブラウンロー・セシル（英語: Brownlow Cecil, 8th Earl of Exeter、1701年8月4日（洗礼日） – 1754年11月3日）は、イギリスの貴族。1701年から1722年までブラウンロー・セシル閣下の儀礼称号を使用した。

## 生涯
第6代エクセター伯爵ジョン・セシルとエリザベス・ブラウンロー（Elizabeth Brownlow）の次男として生まれ、1701年8月4日に洗礼を受けた。1718年4月15日、ケンブリッジ大学セント・ジョンズ・カレッジに入学した。
トーリー党の一員として1722年3月24日にスタンフォード選挙区で庶民院議員に当選したが、わずか2週間後の1722年4月9日に兄ジョンが死去すると、エクセター伯爵の爵位を継承した。
1727年10月11日のジョージ2世戴冠式に参加した。1744年、リンカンシャー副統監に任命された。
1754年11月3日に死去、11日に埋葬された。長男ブラウンローが爵位を継承した。

## 家族
1724年7月18日、ウェストミンスターでハンナ・ソフィア・チェンバーズ（Hannah Sophia Chambers、1702年頃 – 1765年4月30日、トマス・チェンバーズの娘）と結婚、下記の子女を儲けた。
- ブラウンロー（1725年 – 1793年） - 第9代エクセター伯爵、子供なし
- トマス・チェンバーズ（1728年 – 1773年8月14日） - 1751年2月20日、シャーロット・ガーニアー（Charlotte Garnier）と結婚。初代エクセター侯爵ヘンリー・セシルの父
- アン（1734年 – 1785年）[4]
- エリザベス（1813年10月13日没） - 1757年11月24日、ジョン・チャップリン（John Chaplin、1764年没）と結婚、子供あり